# Гамбург-Мармсторф
Мармсторф (нім. Marmstorf) — частина району Гарбург вільного та ганзейського міста Гамбург. Місцевість межує з Айсендорфом на північному заході, Вілсторфом на північному сході, Лангенбеком на сході, Зінсторфом на південному сході та районом Гарбург федеральної землі Нижня Саксонія на півдні.